# کرمونا
شهر کرمونا (به ایتالیایی: Cremona) با جمعیت ۷۱٬۹۹۸ نفر در ناحیه لمباردی در کشور ایتالیا واقع شده است و مرکز استان کرمونا است.

## ننه

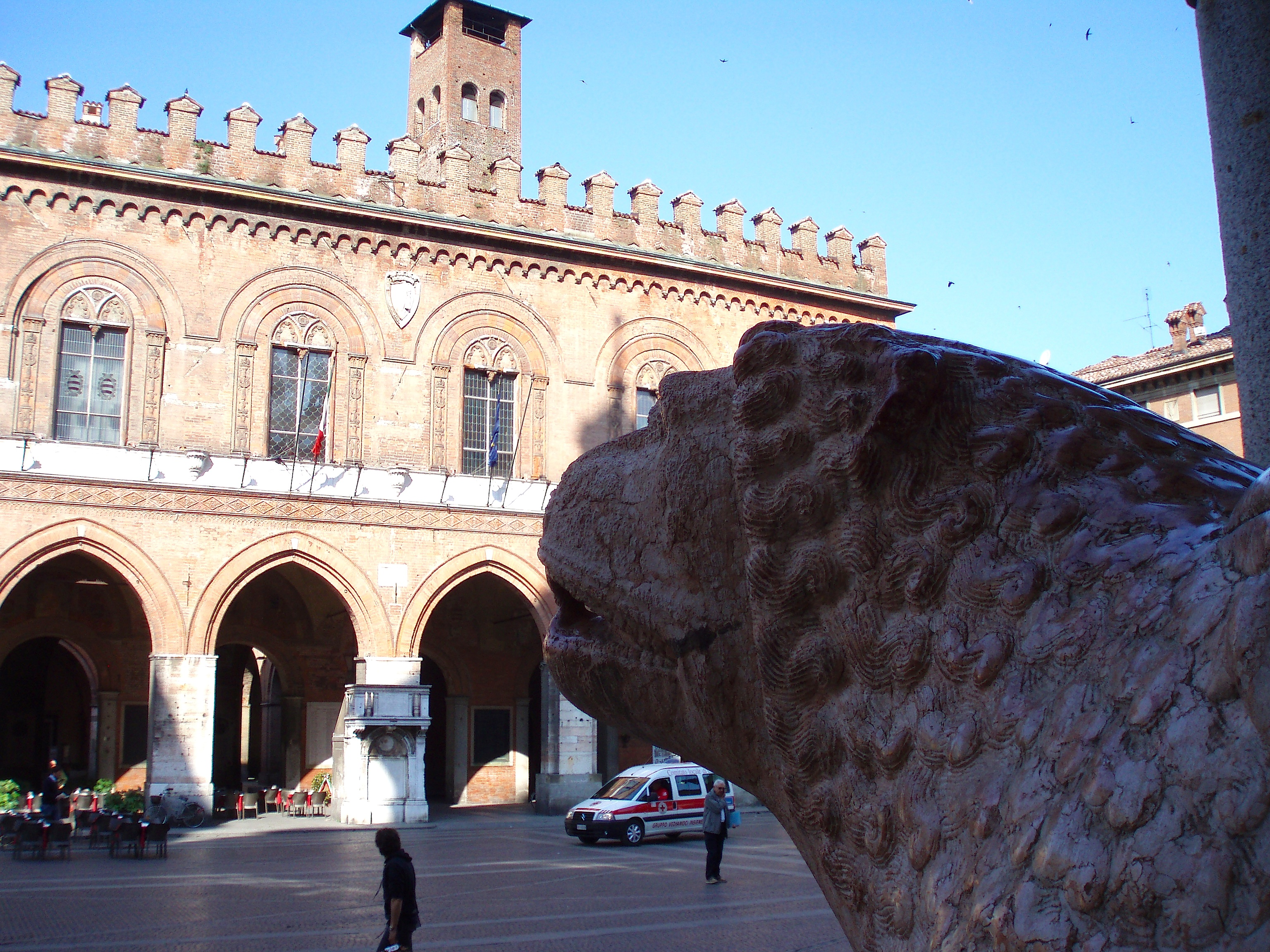
تالار شهر (پالاتای دیدنی
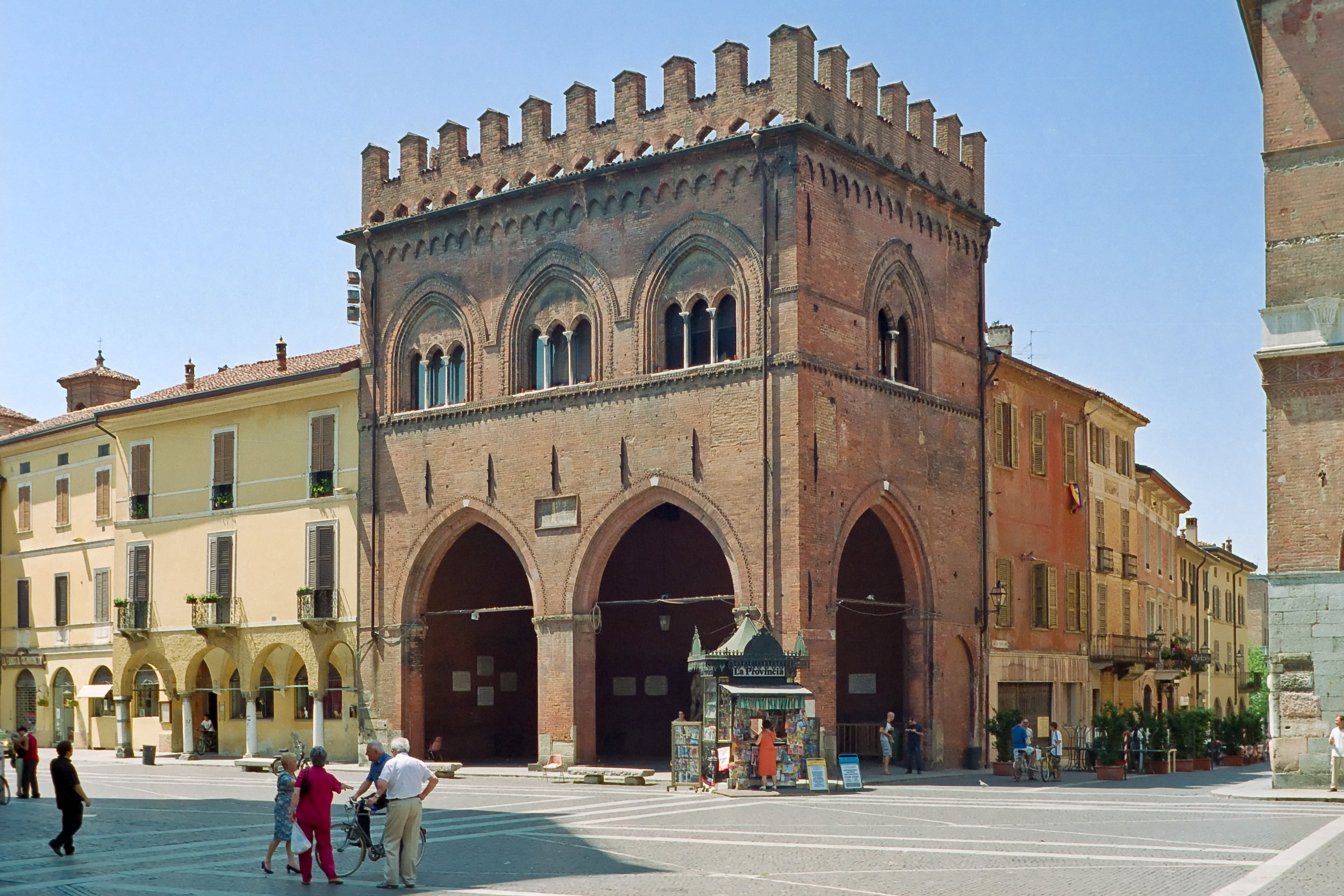
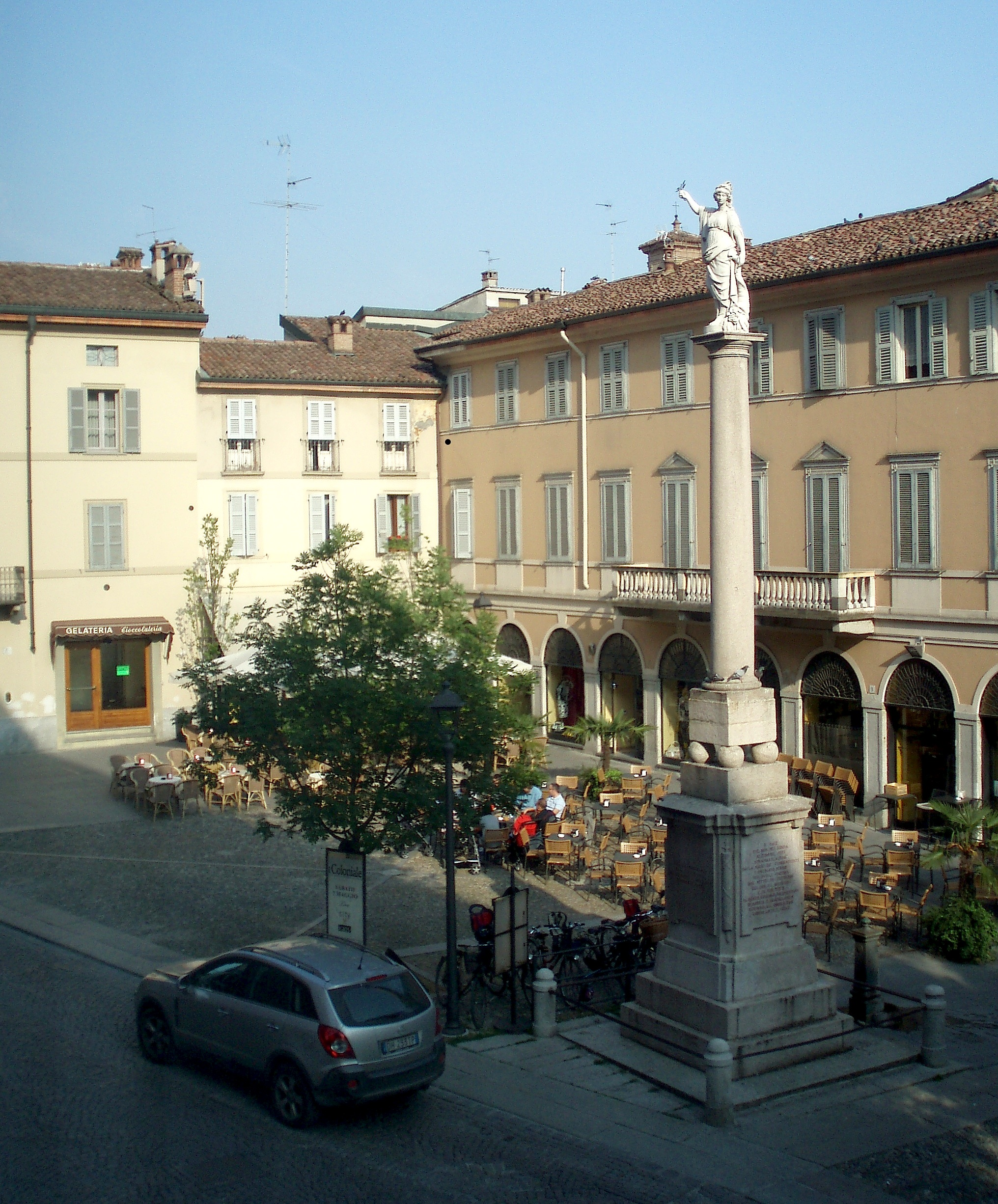
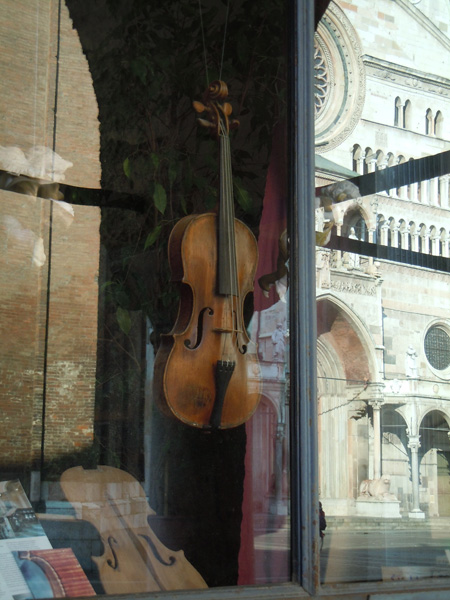
فروشگاه ویولن
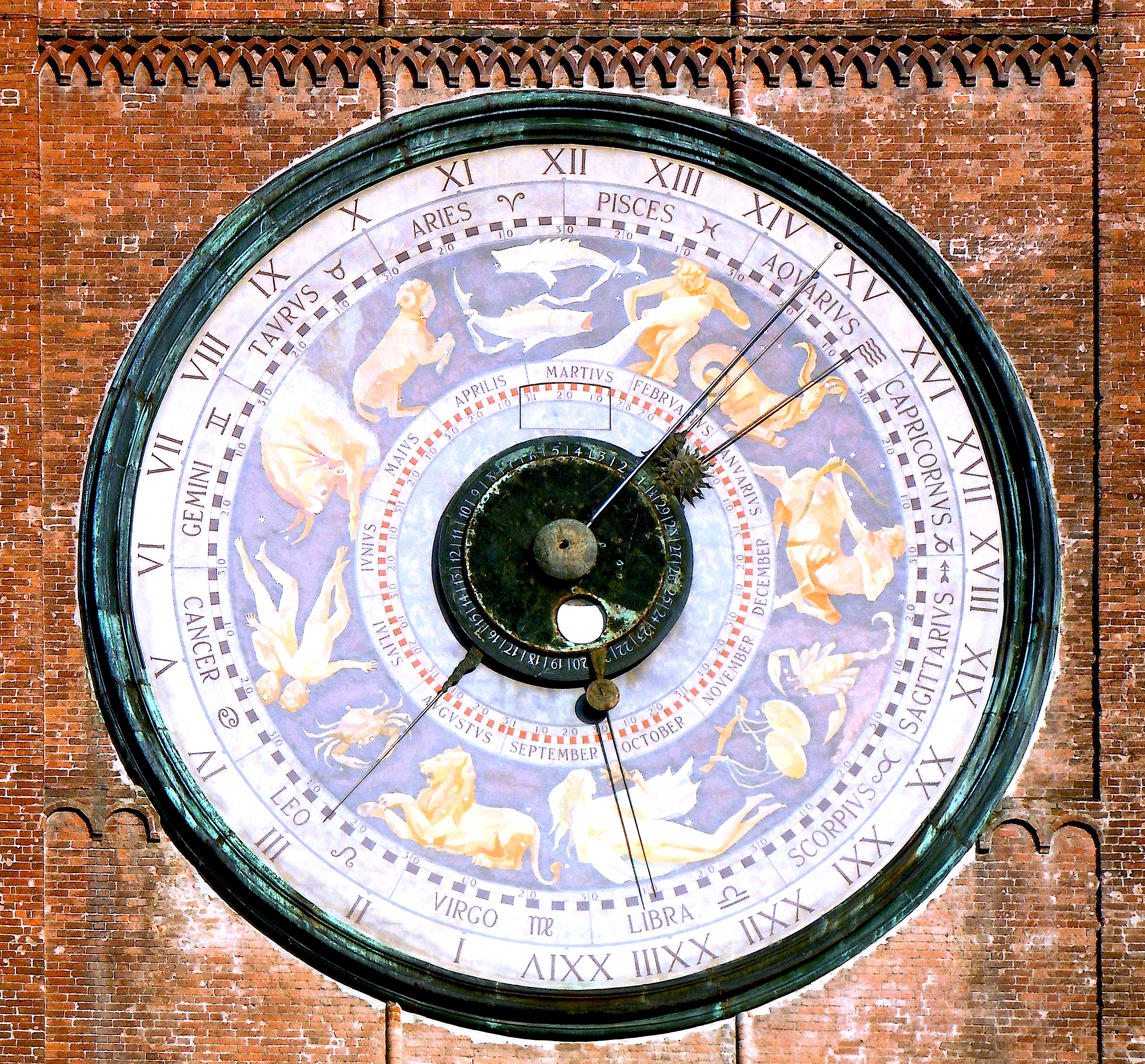
ساعت نجومی در برج ناقوس توراتزو